# Кубок Польщі з футболу 1969—1970
Кубок Польщі з футболу 1969–1970 — 16-й розіграш кубкового футбольного турніру в Польщі. Титул втретє поспіль здобув Гурник (Забже).

## Календар
| Раунд        | Матчі | Клуби   |
| ------------ | ----- | ------- |
| Перший раунд | 18    | 50 → 32 |
| 1/16 фіналу  | 16    | 32 → 16 |
| 1/8 фіналу   | 8     | 16 → 8  |
| 1/4 фіналу   | 8     | 8 → 4   |
| 1/2 фіналу   | 4     | 4 → 2   |
| Фінал        | 1     | 2 → 1   |

## Перший раунд
| Команда 1               | Рахунок      | Команда 2              |
| ----------------------- | ------------ | ---------------------- |
| БКС Бидгощ              | 0:0 пен. 5:3 | Влукняж (Лодзь)        |
| Святовід (Лобез)        | 2:2 пен. 2:5 | Олімпія (Познань)      |
| Одра-2 (Ополе)          | 0:1          | Гурник (Валбжих)       |
| Влукняж (Пабяніце)      | 1:4          | Гурник (Радлін)        |
| Шльонськ-2 (Вроцлав)    | 0:1 дч       | Гарбарня (Краків)      |
| Гурник (Весола)         | 2:4          | Унія (Ратибор)         |
| Унія (Тчев)             | 1:2          | Арконія (Щецин)        |
| Вігри (Сувалки)         | 0:2          | Завіша (Бидгощ)        |
| Гурник (Величка)        | 1:2          | Ураня (Руда-Шльонська) |
| Люблінянка (Люблін)     | 1:0          | Унія (Тарнув)          |
| Полонія (Варшава)       | 1:3          | Варта (Познань)        |
| Старт (Дзялдово)        | 1:4          | ЛКС (Лодзь)            |
| Стар (Стараховіце)      | 2:0          | РОВ (Рибник)           |
| Семяновичанка (Семянов) | 3:0          | Шльонськ (Вроцлав)     |
| Карпати (Кросно)        | 2:1          | Мотор (Люблін)         |
| Арка (Нова Суль)        | 4:0          | Гутник (Краків)        |
| Вікторія (Сянув)        | 2:5 дч       | Арка (Гдиня)           |

## 1/16 фіналу
| Команда 1               | Рахунок      | Команда 2            |
| ----------------------- | ------------ | -------------------- |
| БКС Бидгощ              | 1:2          | Легія (Варшава)      |
| Олімпія (Познань)       | 1:0          | Заглембє (Валбжих)   |
| Гурник (Валбжих)        | 1:0 дч       | Вісла (Краків)       |
| Гурник (Радлін)         | 0:2          | Рух (Хожув)          |
| Унія (Ратибор)          | 1:0          | Полонія (Битом)      |
| Арконія (Щецин)         | 0:2          | Одра (Ополе)         |
| Варта (Познань)         | 1:0 дч       | Завіша (Бидгощ)      |
| Ураня (Руда-Шльонська)  | 2:1          | Сталь (Ряшів)        |
| Люблінянка (Люблін)     | 1:0          | Гвардія (Варшава)    |
| ЛКС (Лодзь)             | 0:0 пен. 2:3 | Погонь (Щецин)       |
| Стар (Стараховіце)      | 4:1          | Краковія (Краків)    |
| Семяновичанка (Семянов) | 0:2          | Гурник (Забже)       |
| Карпати (Кросно)        | 1:0          | Гарбарня (Краків)    |
| Арка (Нова Суль)        | 0:1          | Шомберки (Битом)     |
| Арка (Гдиня)            | 0:1          | Заглембє (Сосновець) |
| Сталь (Мелець)          | 4:0          | ГКС (Катовиці)       |

## 1/8 фіналу
| Команда 1           | Рахунок      | Команда 2              |
| ------------------- | ------------ | ---------------------- |
| Шомберки (Битом)    | 2:2 пен. 4:5 | Легія (Варшава)        |
| Гурник (Валбжих)    | 0:0 пен. 4:5 | Ураня (Руда-Шльонська) |
| Рух (Хожув)         | 3:1          | Одра (Ополе)           |
| Варта (Познань)     | 1:0          | Стар (Стараховіце)     |
| Люблінянка (Люблін) | 4:1          | Олімпія (Познань)      |
| Гурник (Забже)      | 2:0          | Погонь (Щецин)         |
| Унія (Ратибор)      | 1:6          | Заглембє (Сосновець)   |
| Сталь (Мелець)      | 5:1          | Карпати (Кросно)       |

## 1/4 фіналу
| Команда 1              | Заг.    | Команда 2            | 1-й матч | 2-й матч |
| ---------------------- | ------- | -------------------- | -------- | -------- |
| Сталь (Мелець)         | 4:4 (ч) | Рух (Хожув)          | 4:3      | 0:1      |
| Варта (Познань)        | 0:1     | Заглембє (Сосновець) | 0:0      | 0:1      |
| Люблінянка (Люблін)    | 3:6     | Гурник (Забже)       | 1:1      | 2:5      |
| Ураня (Руда-Шльонська) | 0:1     | Легія (Варшава)      | 0:0      | 0:1      |

## 1/2 фіналу
| Команда 1            | Заг. | Команда 2      | 1-й матч | 2-й матч |
| -------------------- | ---- | -------------- | -------- | -------- |
| Легія (Варшава)      | 1:3  | Рух (Хожув)    | 0:0      | 1:3      |
| Заглембє (Сосновець) | 1:2  | Гурник (Забже) | 0:2      | 1:0      |

## Фінал
| 5 серпня 1970 |

| Гурник (Забже)                                 | 3:1      | Рух (Хожув) |
| ---------------------------------------------- | -------- | ----------- |
| Любанський 47' (пен.) Банась 53' Шариньскі 66' | Протокол | Ґомолух 19' |

| Сілезький стадіон, Хожув Глядачів: 50 000 Арбітр: Мечислав Свістек |